# Socket A
Socket A (také známý jako Socket 462) je patice procesoru používaná pro procesory AMD od procesoru Athlon s jádrem K7 po Athlon XP s jádrem Barton a všechny procesory od společnosti AMD mající označení Duron a Sempron. Socket A také podporuje nové vestavěné procesory AMD Geode NX (odvozené z Mobile Athlon XP). Do tohoto typu patice se procesor nemusí zatlačovat silou, ale jen se položí na patici a páčkou se k němu přitlačí kontakty (devět pinů na patici je blokováno kvůli prevenci vložení jiných procesorů, patřících do Socket 370). Frekvence FSB podporované AMD Athlon XP a Sempron jsou 133 MHz, 166 MHz a 200 MHz.
AMD doporučuje, aby váha chladičů procesorů v Socket A nepřekročila 300 gramů. Těžší chladič může mít bez vhodného uchycení za následek poškození čipu.
Patice Socket A byla z důvodu přechodu nových desktopových CPU na patici socket 754, 939 a později na AM2 opuštěna a využívá se pouze u nízkoenergetických průmyslových procesorů Geode NX. Nicméně procesory a základní desky jsou stále dostupné u obchodníků (ale ne v ČR).

## Technické specifikace
- Podporuje takty procesoru od 600 MHz (Duron) do 2333 MHz (Athlon XP 3200+)
- Frekvence FSB dosahuje v případě těchto procesorů hodnot 100, 133, 200 (200, 266, 400) MHz efektivně.

Frekvence FSB při uvedení činila 100 MHz kvůli omezením prvních čipových sad. Postupem času se zvyšovala. Zatímco patice zůstávala pinově kompatibilní po celou dobu používání, změna frekvence, časování, BIOSu a napájecích napětí CPU vedla k nekompatibilitám mezi staršími čipovými sadami a novými procesory.

## Omezení hmotnosti chladiče pro Socket A
Všechny procesory pro Socket A (Athlon, Sempron, Duron a Geode NX) mají výše zmíněné omezení hmotnosti, které nesmí být překročeno během umisťování chladiče, při přepravě, ani při běžném užívání. Překročení limitů může poškodit jádro procesoru a učinit ho nepoužitelným.
Tyto přítlačné limity jsou celkem malé oproti procesorům do socketu 478. Jsou tak malé, že mnoho zákazníků si poškodilo procesor, když se pokoušeli připevnit na něj chladič. Na druhou stranu mnoho procesorů bylo poškozeno kvůli nestandardním nebo necertifikovaným chladičům. Neznamená to však, že všechny procesory byly dodány jako holé OEM bez odpovídajícího chladiče.